# Glasenbachklamm

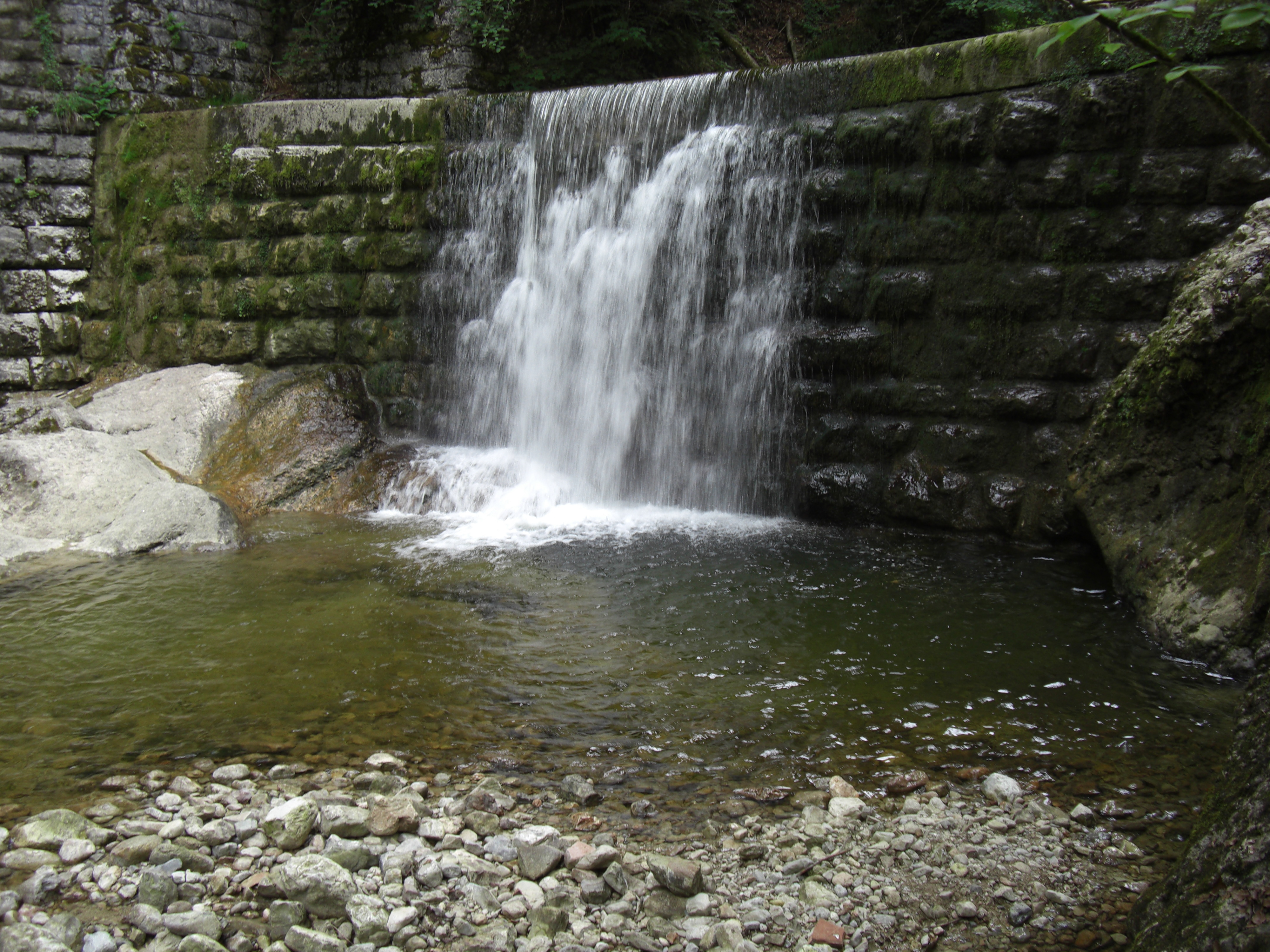
Wasserfall am Beginn der Glasenbachklamm

Die Glasenbachklamm ist ein geologisch bedeutsamer, etwa drei Kilometer langer Talabschnitt des Klausbachs in Glasenbach, einem Ortsteil der Gemeinde Elsbethen, südlich der Stadt Salzburg in Österreich. Es handelt sich hierbei trotz des Namens nicht um eine Klamm im eigentlichen Wortsinne, sondern um ein Kerbtal, welches nach der letzten Eiszeit entstanden ist.
Sie ist ein beliebtes Wandergebiet für die Bewohner der Stadt und des Umlands. Die Glasenbachklamm ist bekannt für fossile Funde wie zum Beispiel des Fischsauriers, der im Haus der Natur ausgestellt ist. Eine weitere Besonderheit sind die durch den Gebirgsbach freigelegten, 200 Millionen Jahre alten Felsformationen aus der Jurazeit. Damit kann die Entstehungsgeschichte der Alpen vom einstigen Meeresboden bis zum heutigen Gebirge ausschnittsweise betrachtet werden.

## Geographische Lage
Koordinaten: 47° 46′ 3″ N, 13° 5′ 44″ O
Die Glasenbachklamm befindet sich in den nördlichen Ausläufern der Alpen in der Osterhorngruppe. Das Kerbtal der Klamm verläuft etwa drei Kilometer von Osten Richtung Westen.
Die Glasenbachklamm befindet sich etwa 500 Meter südlich der Stadtgrenze von Salzburg. Der Klausbach ist ein rechter Zufluss der Salzach, der seinen Ursprung in etwa 650 Meter Seehöhe vom inzwischen verlandeten Egelsee hat. Der Klausbach entwässert Teile der Osterhorngruppe, wie Gaisberg, Schwarzerberg und Mühlstein. Die Glasenbachklamm endet etwa zwei Kilometer bachaufwärts oberhalb der Mündung. Der Eingang zur Glasenbachklamm liegt etwa auf 450 Meter Höhe, deren Ende auf etwa 650 Meter Seehöhe im Weiler Höhenwald Gfalls.

## Allgemeines

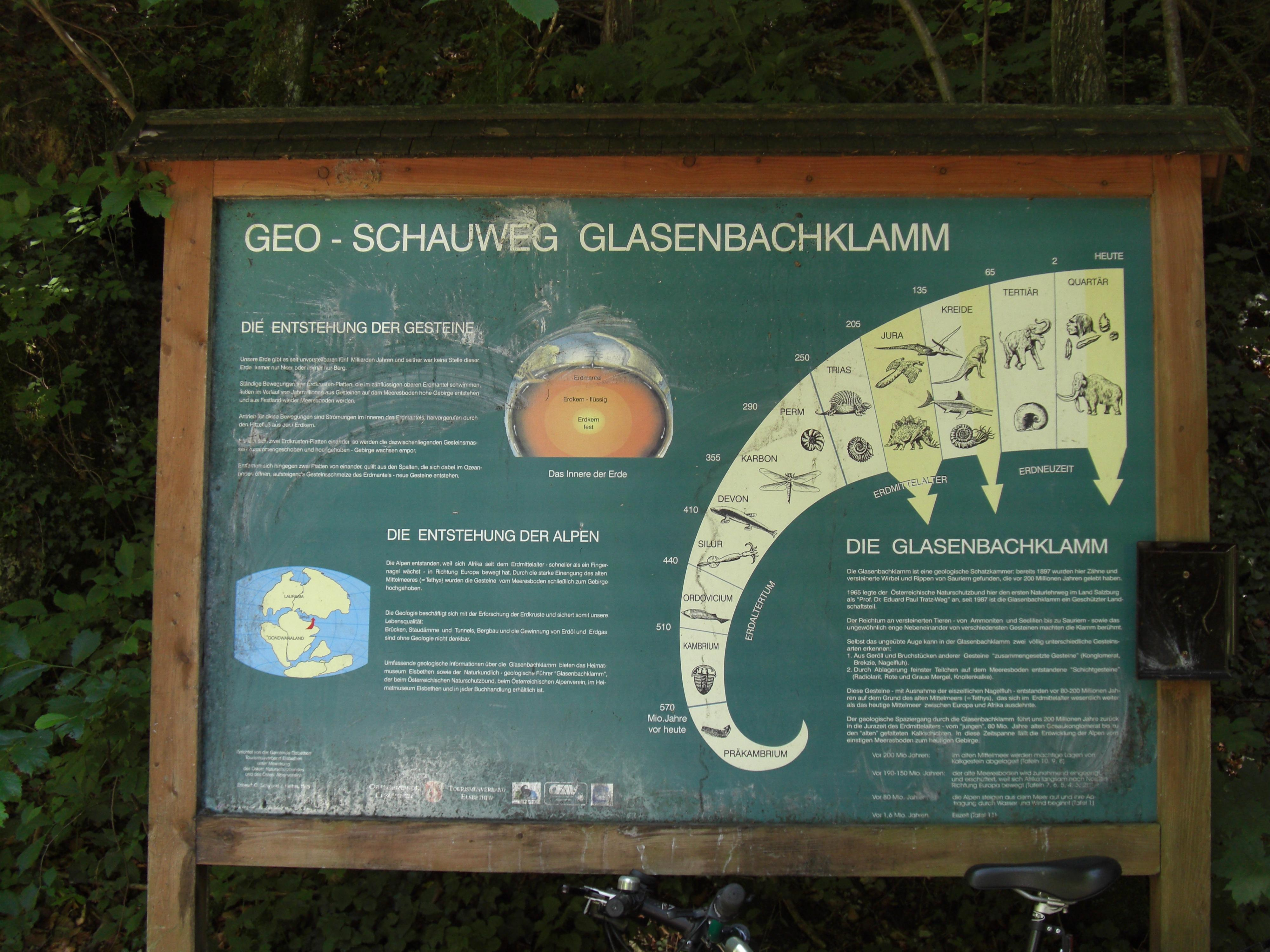
Schautafel am Eingang zur Glasenbachklamm

Der Bach, der durch die Glasenbachklamm fließt, heißt Klausbach und war somit nicht namensbestimmend für die Klamm – außerdem ist der Glasbach der Bach nördlich, bei Glas. Glasenbach bezeichnete stattdessen ursprünglich eine kleine Gruppe von Weilern zwischen dem uralten Ort Glas (glasa) mit seinen römischen Siedlungsresten, und dem Klausbach. Aigen – Glas (heute Gemeinde Salzburg Stadt) und Elsbethen – Glasenbach gehörten ursprünglich beide zu Elsbethen und sind heute weitgehend verwachsen. 
Der Name Klausbach ist wiederum darauf zurückzuführen, dass der durch die Klamm fließende Bach früher wegen der Holztrift mit Klausen versehen wurde. Bis zur Eröffnung der Giselabahn 1871 (Bahnabschnitt zwischen Salzburg und Hallein) wurden jährlich mindestens 12.000 Klafter (= 46.680 Festmeter) Holz getriftet. Dieses Holz wurde zur Befeuerung der Siedeanlage der Saline in Hallein benötigt. Um 1880 wurde jedoch das Holztriften eingestellt, da wegen der neuen Bahnverbindung zur Saline die Holzfeuerung eingestellt und auf Kohlefeuerung umgestellt worden war. Dies war für die Mayr-Melnhof’sche Forstverwaltung, die zu dieser Zeit zahlreiche Grundstücke besaß, der Anlass, im Jahre 1882 einen Saumweg entlang des Klausbachs durch die Glasenbachklamm anzulegen.
Der Klausbach hat seinen Ursprung in etwa 650 Meter Seehöhe und überwindet bis zur Mündung in die Salzach rund 150 Meter Höhenunterschied. Auf der Südseite der Glasenbachklamm gibt es zahlreiche Gräben, während die Nordseite einen steilen Abhang bildet. So münden vom Norden her nur wenige Gerinne in den Klausbach. Von Süden her ist der größte Zufluss der Lettenbach.
Die Klamm ist durch erodierende Eintiefung des Baches nach Ende der Eiszeit ab vor 12000 Jahren entstanden. Der Gestaltungsprozess ist unaufhörlich im Gang. Obwohl die Glasenbachklamm als Klamm bezeichnet wird, handelt es sich eher um ein Kerbtal.

## Wirtschaft

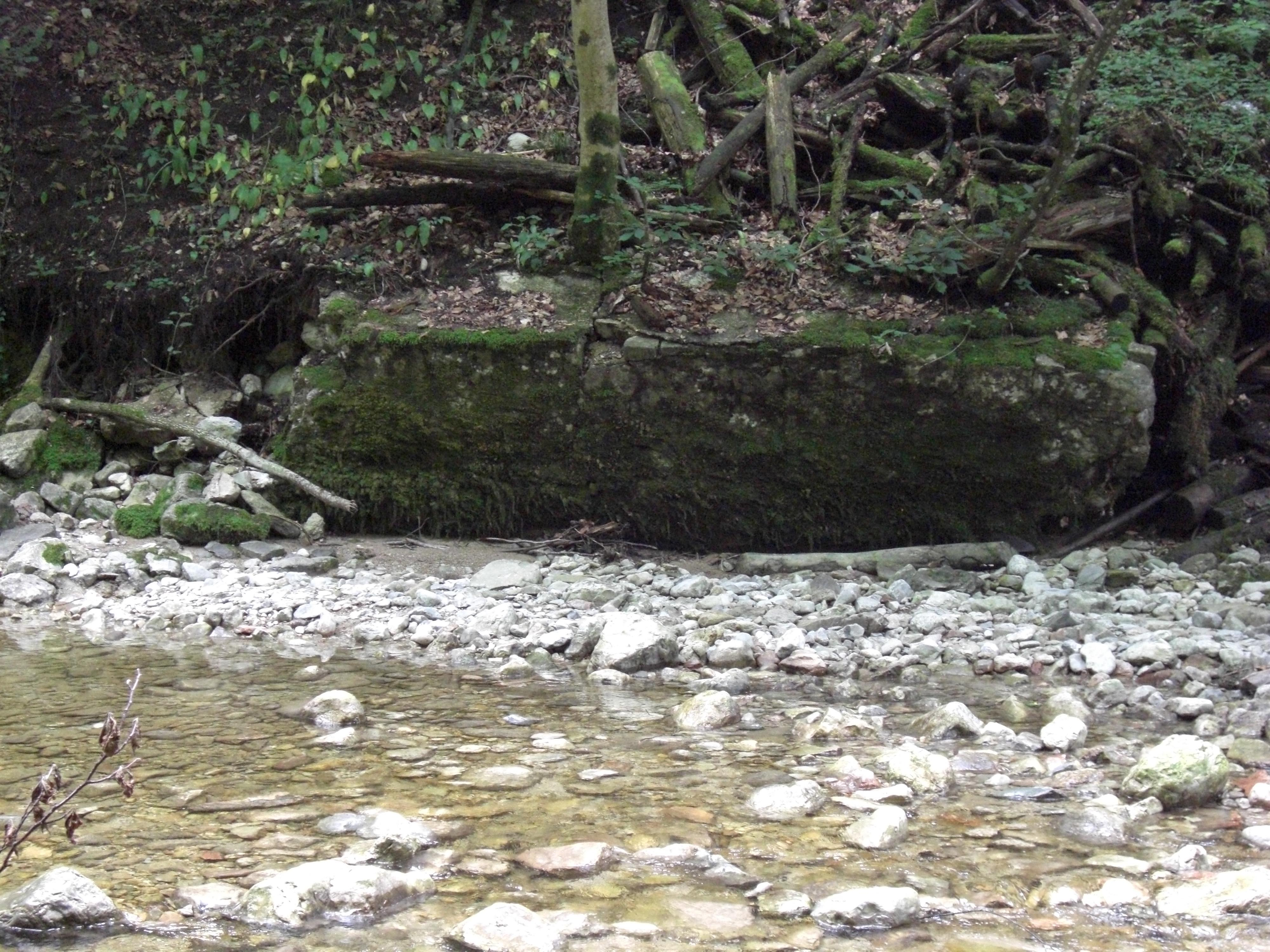
Überreste des alten Wehrs

Der Klausbach war ein Anziehungspunkt für Gewerbebetriebe, die die Wasserkraft zum Antrieb ihrer Maschinen benötigten. Dies hatte zur Folge, dass der Bach von mehreren Betrieben genutzt wurde, und dadurch ergaben sich besondere Schwierigkeiten, denn das Wasser musste gerecht zwischen den Nutzern aufgeteilt werden.
Der erste bekannte Betrieb im Klausbach war eine Kugelmühle, die im Jahre 1770 errichtet, aber 1798 durch ein Hochwasser wieder weggerissen wurde. Die späteren Betriebe des Glasenbacher Gewerbeviertels lagen nicht mehr direkt am Klausbach, sondern bezogen das Wasser von einem vom Klausbach abgeleiteten Werkskanal, der auch Pulvermühlbach genannt wurde. Dieser Werkskanal war ca. 1200 m lang, zweigte am Ausgang der Glasenbachklamm vom Klausbach ab und mündete kurz vor der Einmündung des Klausbachs in die Salzach wieder in den Bach zurück. Aus dem Jahr 1800 ist bekannt, dass die Wasserkraft des Werkskanals von zwei Mühlen (Höllmühle und Glasenbachmühle), einer Huf- und Waffenschmiede, einem Sägewerk und zwei Pulvermühlen genutzt wurden. Im Jahre 1830 betrieben die Pulvermacher Löhner und Sinder am Werkskanal je zwei Pulverstampfen, die bis zum Jahr 1883 auf insgesamt sechs Stampfen erweitert wurden. Die erste Holztrift fand dann 1860 statt, da einem Holzknecht bewilligt wurde, Schnittholz, jedoch kein Rundholz (auch Bloche genannt), von Höhenwald bis unterhalb der Höllmühle zu triften. Er musste aber für mögliche Beschädigungen der Glasenbachbrücke, der Salzburg-Halleiner Straße und der Brücke an der Mündung des Klausbachs in die Salzach geradestehen.
Die wirtschaftliche Nutzung des Klausbachs und dessen Nebenkanals wurde um ca. 1954 eingestellt. Gründe dafür waren einerseits die Zerstörung des Wehrs, das das Wasser des Klausbachs zurückgestaut hatte, durch ein Hochwasser und andererseits die Elektrifizierung des Sägewerks, welches zu diesem Zeitpunkt der letzte Betrieb war, der noch den Werkskanal nutzte (der Betrieb im Pulvermacherhaus wurde bereits 1918 eingestellt).

## Geologie

### Entstehung der Gesteine

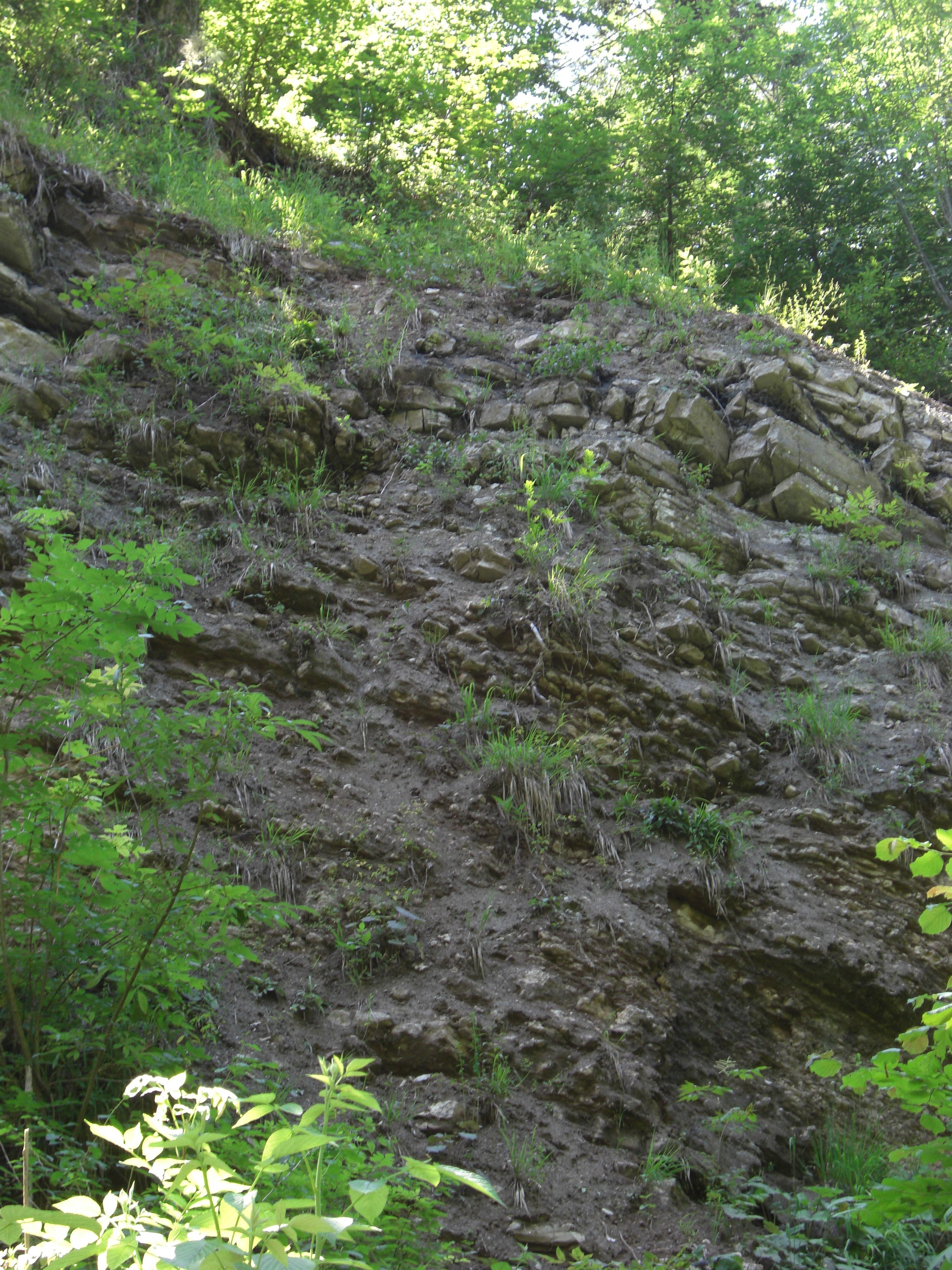
Adneter Mergelserie mit Eingleitungen

Die Glasenbachklamm bietet anschaulich eine Vielzahl an Gesteinen aus den einzelnen Epochen der Erdgeschichte. Diese Gesteine stammen wesentlich aus der Jura- und der Kreidezeit aber auch aus dem Pleistozän (Eiszeit). Die exogenen Kräfte, die diese Klamm geformt haben, wirken bis zum heutigen Tag.
Aber nicht nur die Zeit von 213 Millionen Jahren, sondern auch die Sedimentation hatte seit dem Beginn der Entstehung der Gesteine einen Einfluss. Denn die Ablagerungen fanden nicht im heutigen Gebiet von Salzburg statt, sondern in einem warmen, tropischen Meer, weit im Süden – etwa auf der geographischen Breite des heutigen Nordafrika. Die fossile Flora und Fauna der Gesteinsschichten in der Klamm weisen nämlich auf diese Verhältnisse hin. Zwar war die weltweite Durchschnittstemperatur zur Zeit des Erdmittelalters (Mesozoikum), als die Gesteine in der Glasenbachklamm zur Ablagerung kamen, wesentlich höher als heute, doch der tropische Klimabereich reichte keineswegs bis zu den heutigen Breiten der Klamm (ca. 47,5° N). Konkrete Fakten für einen weit im Süden gelegenen Entstehungsbereich liefern vor allem plattentektonische und paläomagnetische Überlegungen.
Erste Überlegungen über einen südlichen Entstehungsraum begannen, als Alfred Wegener 1912 behauptete, dass die Kontinente nicht starre, unbewegliche Landmassen sind, sondern ähnlich wie Eisschollen auf einem zähflüssigen Untergrund im oberen Teil des Erdmantels driften. Später stellte sich heraus, dass nicht nur die Kontinente ihre Lage verändern konnten, sondern auch ihre Unterlagen aufeinander zukommen und sich voneinander wegbewegen. Heute beträgt diese Geschwindigkeit etwa 3–15 cm pro Jahr, während der Kreidezeit dürften die Bewegungen sogar 25 cm pro Jahr betragen haben. Diese von Harry Hammond Hess aufgestellte Theorie wurde als „Theorie der Plattentektonik“ bekannt. Sie beruht auf jener von Alfred Wegener und der Unterströmungstheorie des österreichischen Geologen Otto Ampferer.
Es gibt noch weitere Belege dafür, dass die Sedimente der Glasenbachklamm weiter im Süden zur Ablagerung kamen, und zwar durch ihren Paläomagnetismus. Die magnetisierbaren Minerale im Sediment oder im flüssigen Magma verhalten sich wie Magnete und stellen sich je nach Richtung des herrschenden Magnetfelds ein. Durch die Verfestigung der Sedimente beziehungsweise der Erstarrung des Magmas wird die Inklination der magnetisierten Minerale „eingefroren“. Da diese Materialien ihre Neigung beibehalten, kann man aus den Ergebnissen der Inklinations-Messung Rückschlüsse auf ihr Entstehungsgebiet ziehen.

### Paläogeographie
| Ära        | System   | Stufe      | Serie         | Gestein                                                  |
| ---------- | -------- | ---------- | ------------- | -------------------------------------------------------- |
| Känozoikum | Neogen   |            |               | Moränen, Nagelfluh                                       |
| Känozoikum | Paläogen |            |               | nicht aufgeschlossen                                     |
| Mesozoikum | Kreide   |            |               | Gosaukonglomerat                                         |
| Mesozoikum | Jura     | Oberjura   |               | Radiolarit                                               |
| Mesozoikum | Jura     | Mitteljura |               | Pelagische Kalke als Dogger                              |
| Mesozoikum | Jura     | Unterjura  | Toarcium      | Rote Knollenkalke, Knollenbrekzie                        |
| Mesozoikum | Jura     | Unterjura  | Pliensbachium | Adneter Mergelserie                                      |
| Mesozoikum | Jura     | Unterjura  | Sinemurium    | Scheibelbergkalke                                        |
| Mesozoikum | Trias    |            |               | Nur in Blöcken innerhalb der unterjurassischen Schichten |

Der Großteil der Gesteine bildete sich zu unterschiedlichsten Zeiten in unterschiedlichsten Regionen wie auch unter verschiedenen Klimabedingungen. In der Glasenbachklamm ist es nicht so einfach, das zeitliche Hintereinander der Gesteinsentstehung von damals mit dem räumlichen Nebeneinander der heutigen Lage in Einklang zu bringen. Die ältesten aufgeschlossenen Gesteine stammen aus dem ältesten Zeitabschnitt des Mesozoikums, der Trias.

#### Trias
In der Triaszeit, vor ca. 240 Millionen Jahren, breitete sich im Nordteil jenes Ablagerungsbereiches, in dem die Kalkalpen entstanden, ein extrem seichtes Flachmeer aus. Es lag um die 25° bis 30° nördlicher Breite, was der heutigen Lagen von Las Palmas, Kairo und Kuwait entspricht. Ähnliche Verhältnisse wie in diesem einstigen Flachmeer herrschen heute im Golf von Mexiko. In den Wattenflächen dieses Flachmeers bildete sich aus abgelagerten Kalkschichten Dolomit, der sogenannte Hauptdolomit. Gegen Ende der Triaszeit senkte sich der Flachwasserbereich und damit auch die Wassertemperatur, was schließlich zum Absterben der Riffe führte.

#### Jura
Im Jura herrschten niedrigere Temperaturen als im Trias, jedoch noch deutlich wärmer als heute. In Folge änderten sich nicht nur die Ablagerungsverhältnisse gegenüber dem Trias, sonders es kam auch zunehmend zu Bodenunruhen, welche zu Sedimentationsunterbrechungen führten. Weiters führte die tektonische Unruhe zu Sedimenteingleitungen. Beim Zerfall dieser Gleitmassen kam es zur Brekzienbildung (vgl. Knollenbrekzie). In der Glasenbachklamm erreichen diese Gesteine eine Höhe von bis zu 15 m.

#### Kreide
Der Übergang vom Jura zur Kreide vor 145 Millionen Jahren ging meist ohne gesteinsmäßigen Änderungen vorüber. In der höheren Unterkreide kam es zu den ersten Aufwölbungen und Faltungen im Zuge der ersten großen alpidischen Gebirgsbildungsphase, die sich in der Mittelkreide vor etwa 120 Millionen Jahren ereignete und vor 88 Millionen Jahren ihren Höhenpunkt erreichte. Mit Beginn der Oberkreide setzte die Bildung der Gosauablagerungen ein. Tektonisch gesehen war die Zeit der Gosauablagerungen durch starke Bodenunruhen gekennzeichnet, die im Auftreten mächtiger Konglomerate zum Ausdruck kommen. Mit jeder Phase der Alpenauffaltung kam es zur verstärkten Abtragung. Wildbäche transportierten den Schutt in die Flachmeere und bauten mächtige Schotterkörper auf, die heute als Konglomerat bestehen.

#### Tertiär
In der Glasenbachklamm sind keine Ablagerungen mit Sicherheit aus dem Tertiär bekannt. Somit ist ein Zeitraum von 63 Millionen Jahren gesteinsmäßig nicht belegt.

#### Quartär
Das Quartär ist mit 1,64 Millionen Jahren der jüngste Abschnitt der Erdgeschichte. Das Känozoikum begann vor 1,64 Millionen Jahren mit der Eiszeit (Pleistozän). Der jüngste Abschnitt der Erdneuzeit, das Holozän, begann mit dem Abschmelzen der großen Gletschermassen. Die Bildung des Kerbtals des Klausbachs ist auf das Eiszeitalter mit seinen wechselnden Kalt- und Warmzeiten zurückzuführen, die vor 2,6 Millionen Jahren begann. In den von den Gletschermassen vertieften Haupttälern der Alpen schütteten die Seitenbäche mächtige Schwemmkegel auf. Am Fuß der steilen Trogwände bildeten sich Schutthalden, die im Laufe der Zeit erodierten, so auch im früher längeren Tal des Klausbachs.

## Flora

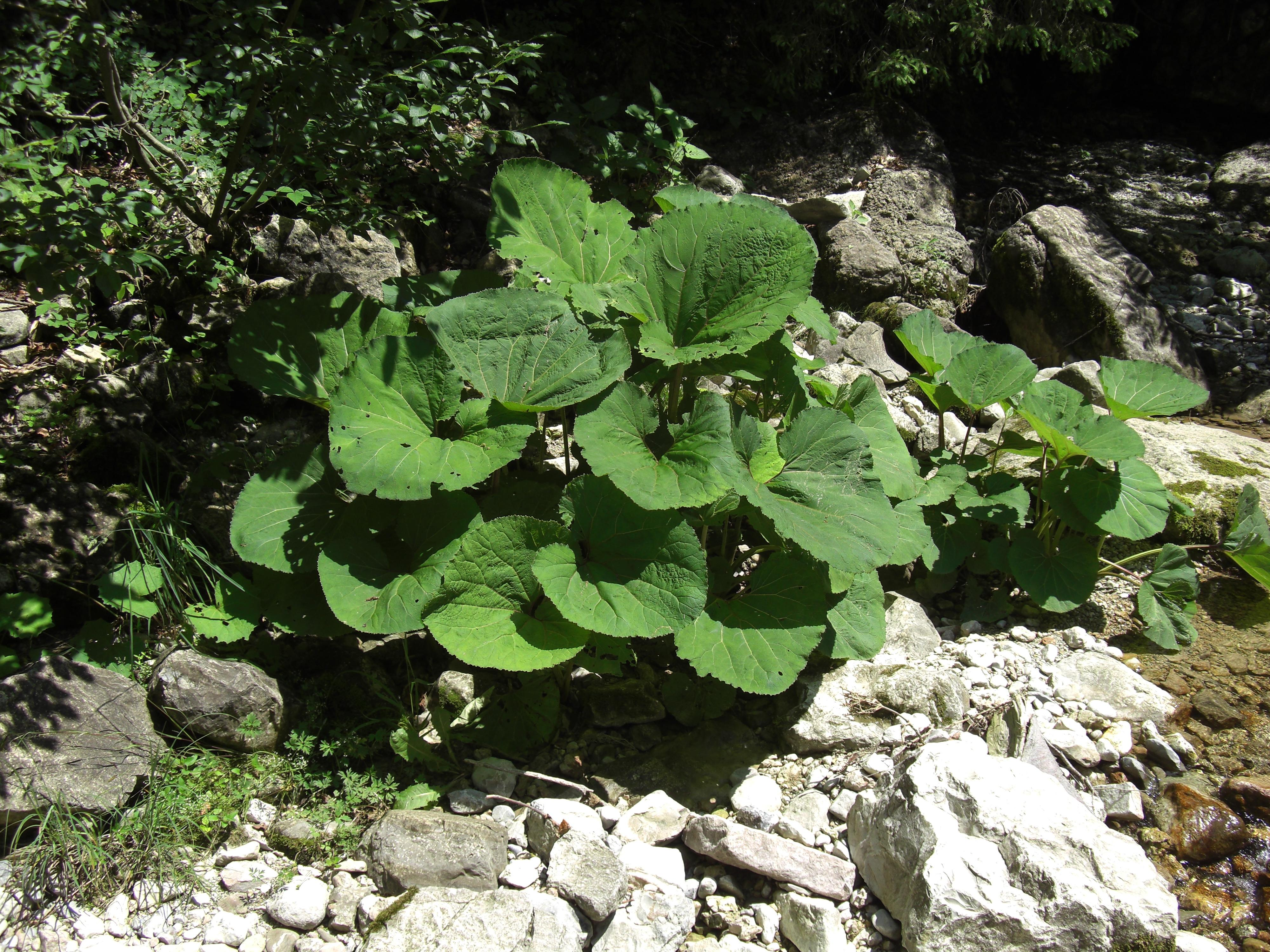
Gewöhnliche Pestwurz (Petasites hybridus)

Die Glasenbachklamm ist nicht nur in geologischer Hinsicht ein beliebtes Wanderziel der Salzburger und den Bewohnern aus dem Umland, sondern auch wegen der Vielfalt der Pflanzen, die in der Klamm wachsen. Wegen der geologischen und biologischen Besonderheit wurde dieses Gebiet 1987 zum „Geschützten Landschaftsteil“ erklärt.
Das tief eingeschnittene Tal mit einer gering entwickelten Talsohle bietet für die Pflanzen andere ökologische Bedingungen als für jene der Umgebung. Die Schlucht birgt im Gegensatz zu den darüber liegenden Hängen eine Vielfalt an Laubbäumen. Die Rotbuche (Fagus sylvatica) dringt eigentlich nur untergeordnet in tiefere Schluchten ein, hier gedeihen vor allem Berg-Ahorn (Acer pseudoplatanus), Spitzahorn (Acer platanoides), Esche (Fraxinus excelsior), Grau-Erle (Alnus incana) und Bergulme (Ulmus glabra). Dieser Baumbestand wird wesentlich auch durch die gegebenen Klima-Faktoren geprägt. Die Ost-West-Lage lässt wenig Sonnenschein in die Klamm, wodurch Schattenpflanzen gefördert werden. Die hohe Luftfeuchtigkeit, die durch die Schattenlage und die Verdunstung des Klausbachs entsteht, führt auch an heißen Tagen zu einem kühlen Lokalklima.

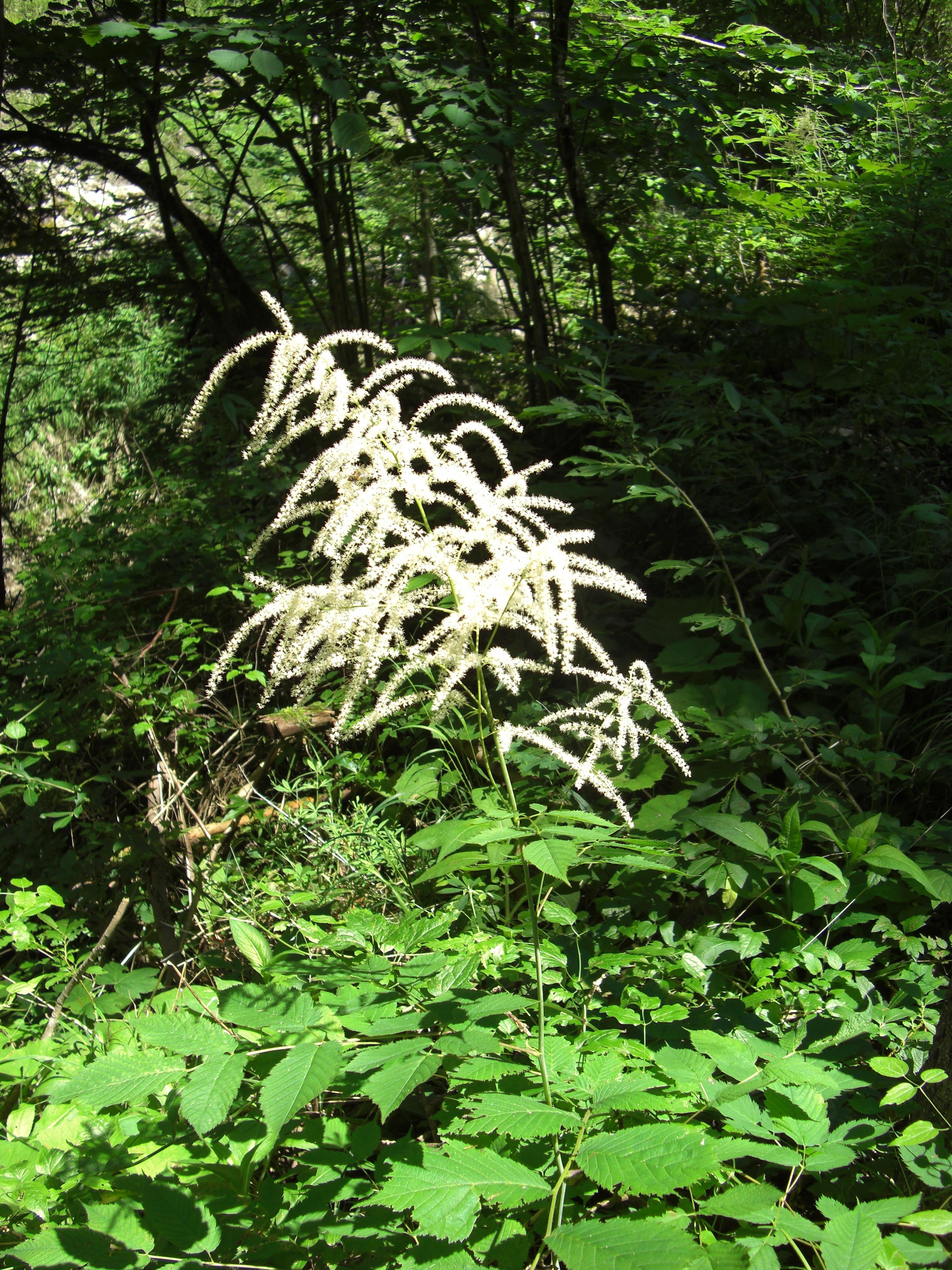
Wald-Geißbart

In den flacheren Bereichen des Unterhanges reichern sich mit den Oberflächenwässern Nährstoffe und Humus an. Dadurch entsteht eine üppige Auenvegetation mit Sträuchern und eine Vielzahl von Farnen, vor allem der Dornige Schildfarn (Polystichum aculeatum), der Wald-Frauenfarn (Athyrium filix-femina) und die sonst seltene, hier aber üppig vorkommende Hirschzunge (Phyllitis scolopendrium). Der häufigste Vertreter der Sträucher ist die Rote Heckenkirsche (Lonicera xylosteum). Epiphyten wie der Efeu (Hedera helix) und Hochstauden wie der Wald-Geißbart (Aruncus dioicus), das Ährige Christophskraut (Actaea spicata), der gelb blühende Wolfs-Eisenhut (Aconitum vulparia) sind ebenfalls in diesem Gebiet anzufinden. Auch für die Große Brennnessel (Urtica dioica), den Giersch (Aegopodium podagraria) und das Große Springkraut (Impatiens noli-tangere) ist das gute Nährstoffangebot mit gleichbleibend hoher Feuchtigkeit wichtig.

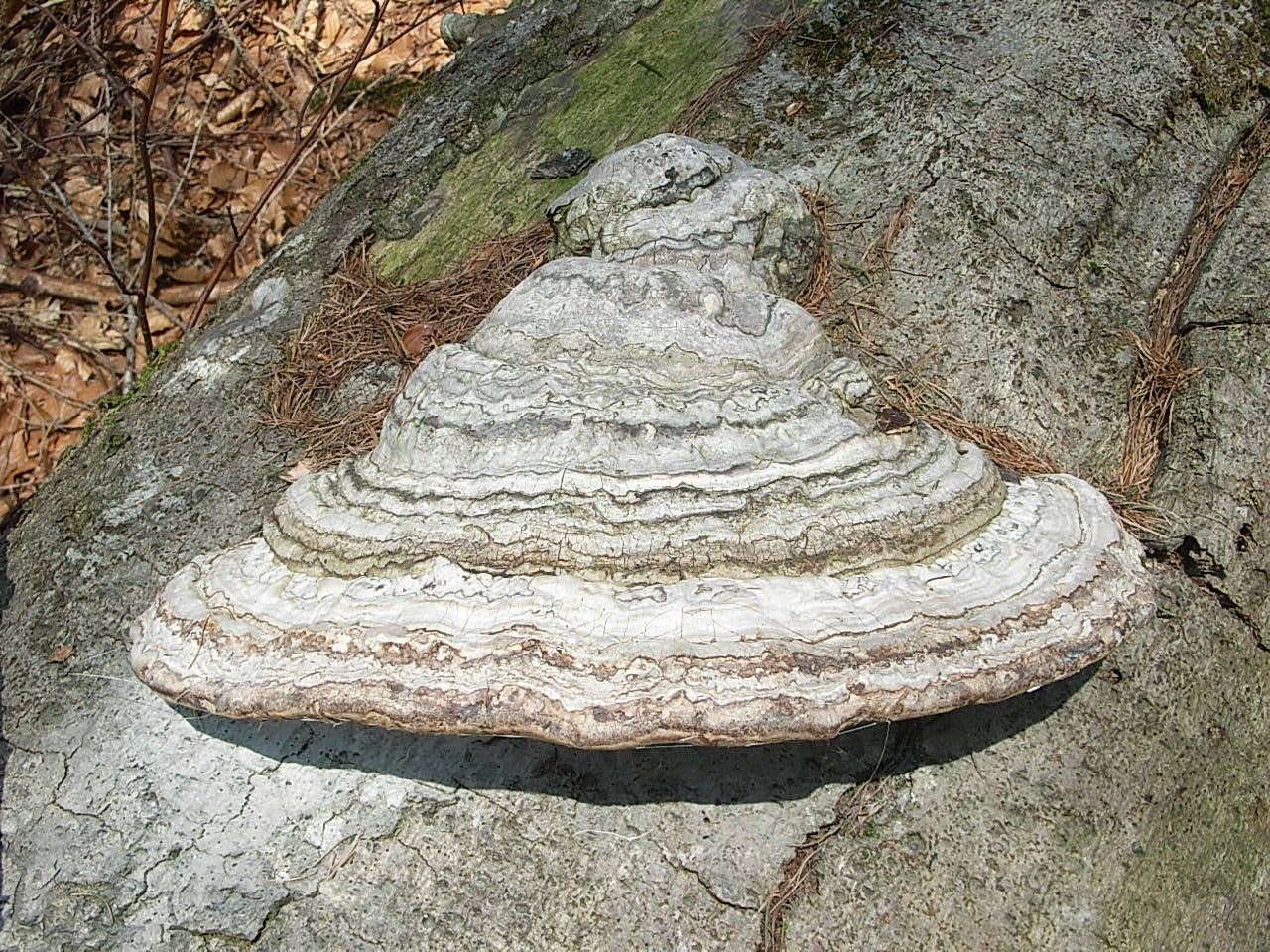
Zunderschwamm

Besonders üppig sind die zahlreichen Moosarten, die auf der Borke von Bäumen, auf Felsen und auch auf dem Waldboden gedeihen. Auf den Wegmauern und Steinen entlang des Baches kommt neben den Moosen auch der Braune Streifenfarn (Asplenium trichomanes) vor.
Der feuchte Schluchtwald bietet auch für eine Vielzahl von Pilzarten einen Lebensraum. Die eingeschränkte Holzbewirtschaftung, ein teilweise hohes Baumalter, das zahlreich vorhandene Totholz, die naturnahe bis natürliche Baumartenzusammensetzung und ein außerordentlich feuchtes, kühles Schluchtwaldklima werden von holzbewohnenden Pilzarten bevorzugt.
Die feuchten Felswände und die am Boden liegenden Steine sind mit verschiedenen gefärbten Krustenflechten überzogen, die nur wenig Licht benötigen. Auch auf der Borke von Bäumen kommen vereinzelt hell-bräunlich grüne Flecken vor, dieses sind epiphytische Krustenflechten die ihre Lagerzellen direkt in der Borke ausbilden.

## Fauna

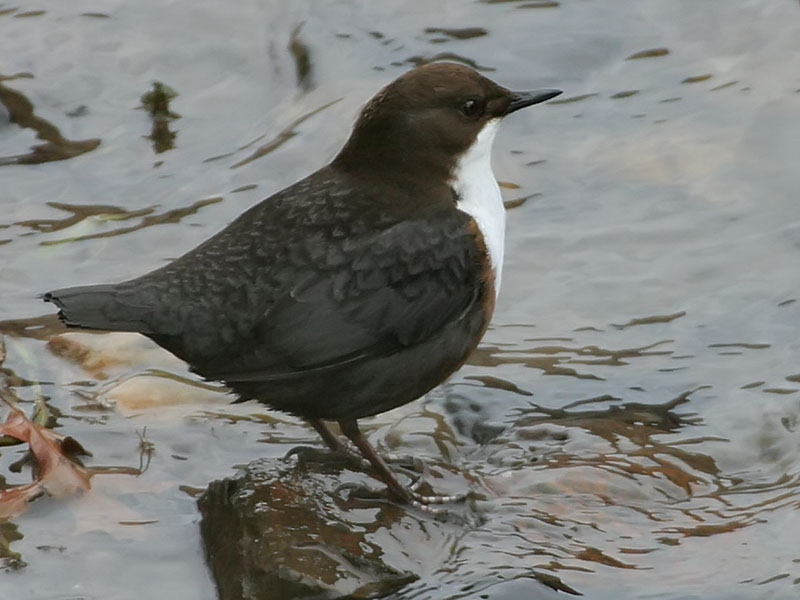
Wasseramsel

Neben der großen Vielfalt der Flora ist die Glasenbachklamm Rückzugsgebiet und ökologisch vielgliedriger Lebensraum für eine bemerkenswerte Tierwelt. Insekten (wie Steinfliegen, Eintagsfliegen, Köcherfliegen, Kriebelmücken), deren Larven im Bach zu finden sind, bilden die Nahrungsbasis für Vögel und Fische.
Die Sauberkeit des Wassers ist ausschlaggebend für das Vorkommen der Bachforelle (Salmo trutta). Auch die Koppe (Cottus gobio) lebt im Bach.
Auch verschiedene Käfer, Schmetterlinge (Aurorafalter, Zitronenfalter), Schnecken oder der feuchtigkeitsliebende Feuersalamander (Salamandra salamandra) sind sehr zahlreich in der Klamm vertreten.
An Säugetieren im Gebiet der Glasenbachklamm sind Dachs (Meles meles), Fuchs (Vulpes vulpes), Baummarder (Martes martes) und Alpenspitzmaus (Sorex alpinus) zu erwähnen.
Die Wasseramsel (Cinclus cinclus) und die Gebirgsstelze (Motacilla cinerea) bevorzugen den hier vorhandenen Lebensraum eines Gebirgsbachs. In der Glasenbachklamm leben außerdem Singdrossel, Blau-, Kohl-, Tannen-, Hauben- und Sumpfmeise, Rotkehlchen, Kleiber, Buchfink u. a.

## Fossilien

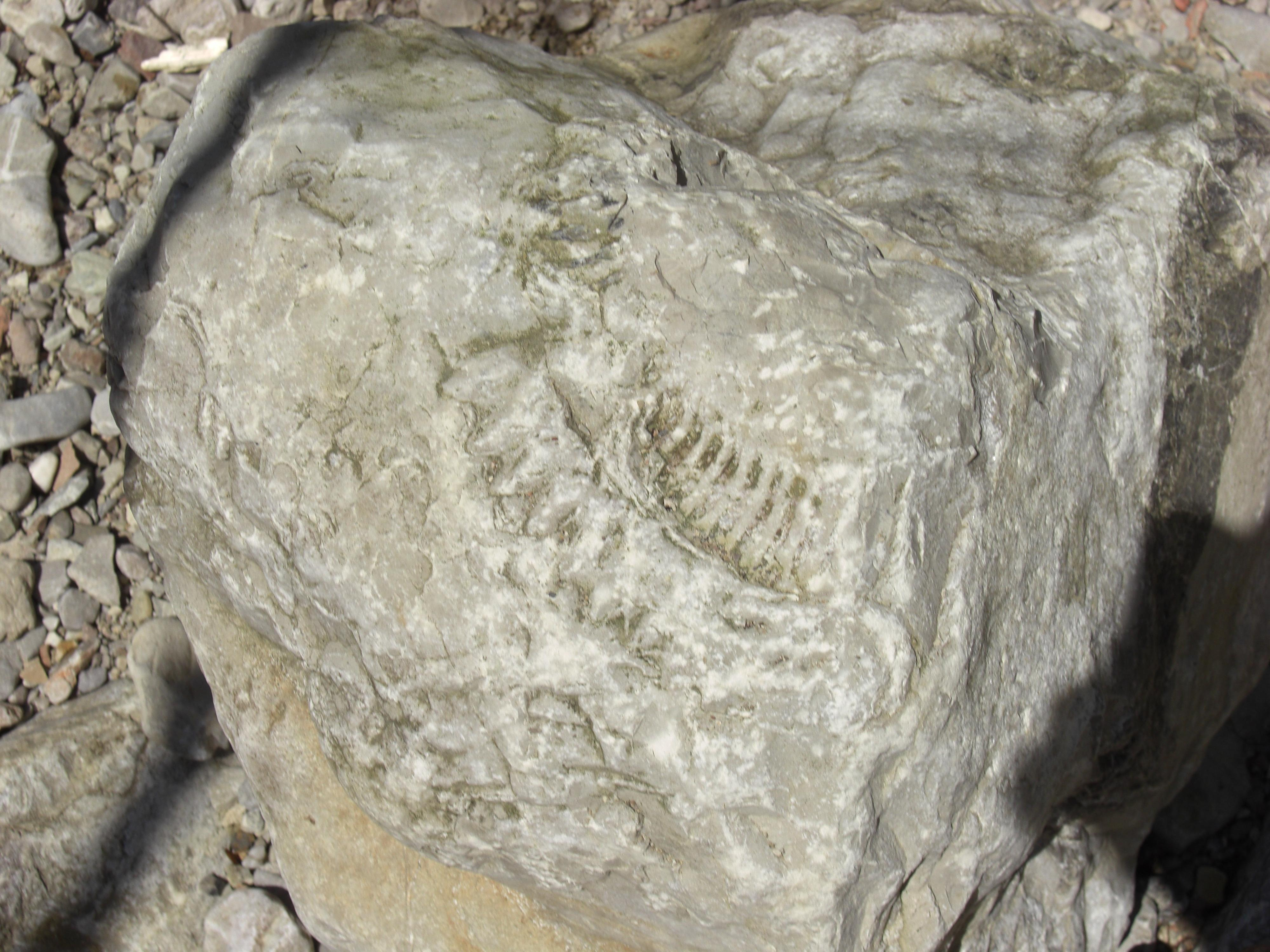
Ein unvollständiges Fossil eines Ammoniten

Bereits 1897 wurden erstmals Überreste von einem Ichthyosaurus beschrieben. Spätere Grabungen von 1960 bis 1978 erbrachten noch eine Reihe weiterer Zähne, Wirbelkörper und Rippen, welche heute im Haus der Natur in Salzburg ausgestellt sind.
Die Mergel der Glasenbachklamm führen eine reiche und gut erhaltene Sporenflora aus der Trias.
Eingleitungen in jüngeren Schichten werden dadurch offensichtlich, dass sowohl im Liegenden (untere Schichten) wie auch im Hangenden (obere Schichten) Ammoniten gefunden wurden. Weiters wurde auch unterhalb der Saurierfundstelle eine Reihe von Exemplaren von Ammoniten (Echioceras raricostatum) aus dem Lias gefunden, die jetzt im Haus der Natur aufbewahrt werden.
Die relativ hohe Planktonproduktivität im Meerwasser und der mangelnde Sauerstoffgehalt am Meeresgrund bedingten auch den hohen Nährstoffgehalt der Scheibelbergschichten.
Heute können immer noch viele Fossilien geborgen werden, meist nach der Winterschneeschmelze oder nach einem Hangrutsch in der Klamm. Die dadurch freigelegten Schotterhänge bringen eine große Anzahl von Fossilien ans Tageslicht. So wurde 2002 bei einem gewaltigen Hangrutsch (200 m breit und 100 m lang) in der Nähe der Saurierfundstelle eine Vielzahl von Fossilien freigelegt, wie z. B. Ammoniten, Muscheln und Schnecken.

## Wanderweg und Schautafeln
Durch die Glasenbachklamm führt ein Urzeit- und Geoschauweg. Der Eingang befindet sich in Glasenbach, etwas südlich der Stadt Salzburg. Die Glasenbachklamm kann problemlos mit der Oberleitungsbuslinie 7 von der Stadt her erreicht werden. Nach etwa zehn Minuten Gehzeit erreicht man den Eingang der Glasenbachklamm und damit auch die erste von mehreren Schautafeln in der Klamm. Nach etwa 3 km erreicht man das Ende der Klamm. Von dort kann man sich entweder zum Gasthaus Ramsau begeben oder man geht Richtung Gaisberg weiter.
| Nr. | Schautafel                                        | Beschreibung der Stelle | Bild |
| --- | ------------------------------------------------- | --- | ---- |
| 1   | Das Gosaukonglomerat                              | An dieser Stelle wird ein Gestein ersichtlich, das im ganzen Alpennordrand verbreitet ist, das Konglomerat. Das Konglomerat entstand durch die Kontinentaldrift der Nordafrikanischen Platte vor mehr als 80 Millionen Jahren (Oberkreide). Dieses Gestein ist relativ häufig in der Glasenbachklamm anzutreffen, hauptsächlich auf der orographisch linken Seite des Klausbachs. |      |
| 2   | Der Radiolarit                                    | Von dieser Stelle aus sieht man den in übereinander liegenden Schichten aufgebauten Radiolarit. Dieses Gestein entstand etwa vor 150 Millionen Jahren aus abgestorbenen, sogenannten Radiolarien. Der Radiolarit ist in der Glasenbachklamm bis auf wenige Ausnahmen nur auf der orographisch rechten Seite des Klausbachs ersichtlich. |      |
| 3   | Rote und Graue Mergel                             | An dieser Stelle der Glasenbachklamm kann man Rote und Graue Mergel betrachten. Sie bilden eine etwa 20 Meter hohe Gesteinswand von der ein kleiner Wasserfall hinabstürzt. Mergel entstanden vor etwa 160 Millionen Jahren aus feinem abgelagerten Schlamm. Hier mündet auch der Lettenbach in den Klausbach. |      |
| 4   | Rote Knollenkalke und Mergel                      | Diese Gesteine befinden sich in unmittelbarer Nähe der Roten und Grauen Mergel und sind kaum voneinander zu unterscheiden. |      |
| 5   | Die Knollenbrekzie                                | Dieser Standort befindet sich weiter innerhalb der Glasenbachklamm als die zuvor erwähnten. Hier sieht man die Brekzie, das ähnlich wie das Konglomerat aus verkitteten Gesteinsbrocken besteht. Das Gestein befindet sich entlang des Wanderweges und in großen Gesteinsbrocken im Bachbett des Klausbachs. Diese Brekzie ist etwa vor 180 Millionen Jahren (Untere Jura Zeit) entstanden. |      |
| 6   | Eingleitung                                       | Ein Stück weiter vom Standpunkt 5 trifft man auf eine etwa zwei Meter dicke Brekzieneingleitung im roten Knollenkalk. |      |
| 7   | Eingleitungen                                     | Nach einer leichten Wegbiegung folgen zwei etwa ein Meter dicke Eingleitungen von roten Knollenbrekzien in einer Schicht von Scheiblbergschichten. |      |
| 8   | Roter Knollenkalk und grauer Hornsteinknollenkalk | Von diesem Standpunkt aus sieht man deutlich eine Schicht aus roten Knollenkalk auf einer Schicht von grauem Hornsteinknollenkalk. Der Rote Knollenkalk entstand durch wechselnde Ablagerung von Kalkschlamm im Meer, der graue Hornsteinknollenkalk besteht aus Kieselsäure und wurde in der Steinzeit als Werkzeug verwendet. Diese Gesteine entstanden vor etwa 200 Millionen Jahren (Unterste Jura Zeit).                                                                                           |      |
| 9   | Saurierfundstelle                                 | An dieser Stelle der Glasenbachklamm wurden vor etwa 125 Jahren erste Fossilien gefunden. Auch heute noch können an dieser Stelle viele Fossilien geborgen werden, vor allem weil im Jahr 2004 ein riesiger Hangrutsch den ganzen Erdboden umgewühlt und neue Fossilien freigelegt hat. Bereits im Jahr 1896 wurden hier Grabungen nach Fossilien durchgeführt. Heute sind Grabungen jeglicher Art in der Glasenbachklamm verboten, da das Gebiet zum „Geschützten Landschaftsteil“ erklärt worden ist. |      |
| 10  | Gefaltete Kalkschichten                           | Diese Stelle der Glasenbachklamm ist einer der spektakulärsten. Hier sieht man übereinanderliegende Platten, die im Laufe der Millionen Jahre in bizarrste Formationen gepresst worden sind. |      |
| 11  | Die Nagelfluh                                     | Am Ende der Glasenbachklamm sieht man noch mächtige Felswände und Felsbrocken aus Nagelfluh. Die Nagelfluh entstand in der Eiszeit, als die Flüsse Sedimentgestein aus den Alpen Richtung Norden transportierten. Dieses Gestein ist somit das jüngste in der Glasenbachklamm. |      |